# Hamnspången
Hamnspången är en gång- och cykelbro i centrala Uppsala. Den går över Fyrisån och förbinder Stadsträdgården med Kungsängen. 
Hamnspången, som invigdes den 26 oktober 2012, är konstruerad som en holländsk motviktsbro som öppnas med hjälp av en vikt högt uppe i ena änden av brokonstruktionen. Bron används av över 4 000 cyklister per dygn, och är en genväg för dem som färdas mellan östra delarna av Uppsala (med Resecentrum) och de västra delarna (med bland annat Akademiska sjukhuset, BMC och företagsparken Uppsala Science Park).
Båtar som är högre än 2,3 meter kan inte åka under bron, utan den öppnas för passage på fasta tider.
Hamnspången fick Upsala Nya Tidnings stadsmiljöpris 2013.

Bron är konstruerad av Svenska Teknikingenjörer, STING.